# Górka-Zabłocie
Górka-Zabłocie – wieś w Polsce położona w województwie lubelskim, w powiecie hrubieszowskim, w gminie Mircze.
| SIMC    | Nazwa    | Rodzaj    |
| ------- | -------- | --------- |
| 0895020 | Górka    | część wsi |
| 0895037 | Zabłocie | część wsi |

W latach 1975–1998 miejscowość administracyjnie należała do województwa zamojskiego. 
Wieś stanowi sołectwo gminy Mircze. Według Narodowego Spisu Powszechnego (III 2011 r.) liczyła 185 mieszkańców i była 18. co do wielkości miejscowością gminy.
Wierni Kościoła rzymskokatolickiego należą do parafii Narodzenia Najświętszej Maryi Panny w Kryłowie.

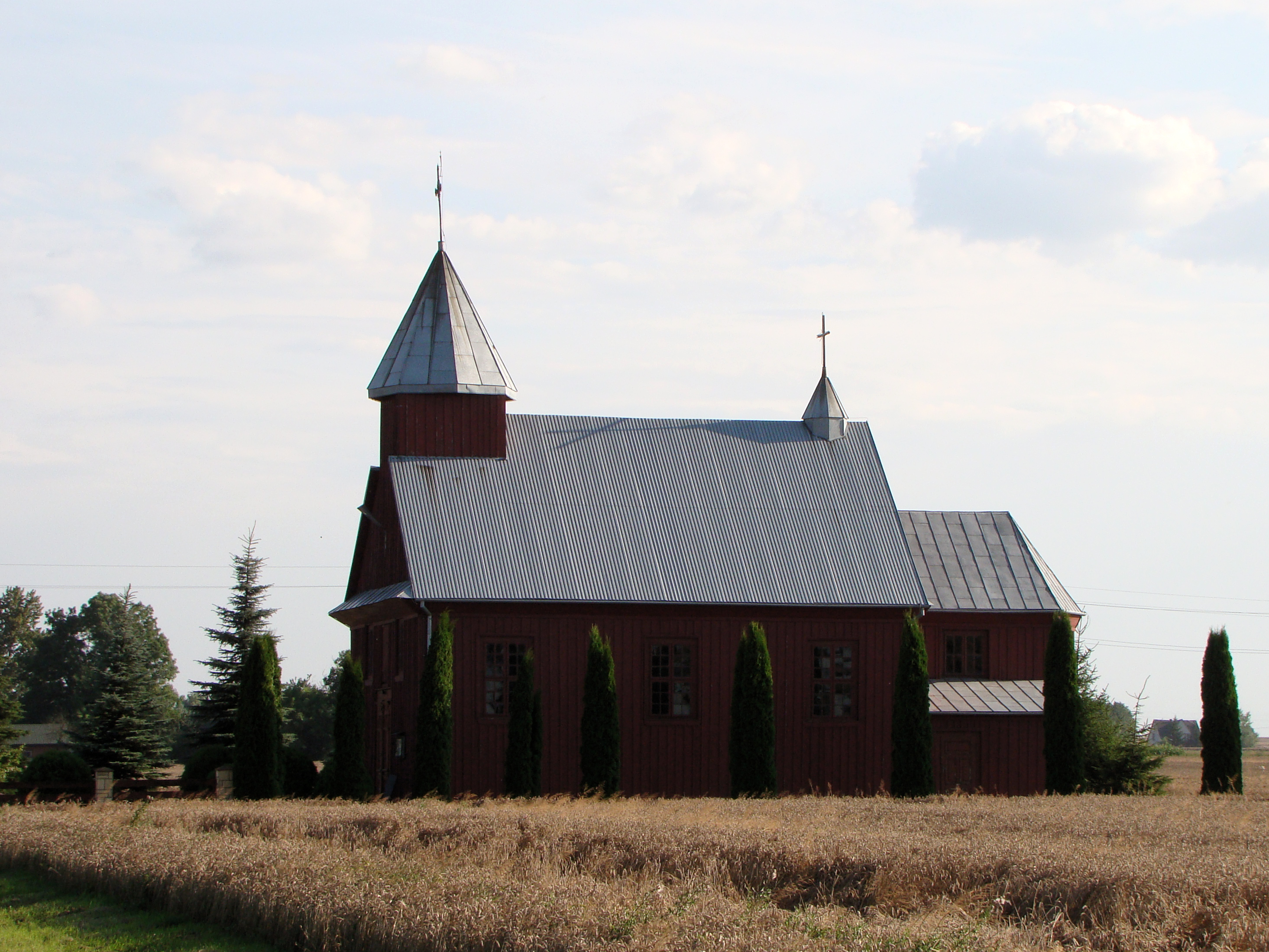
Kościół
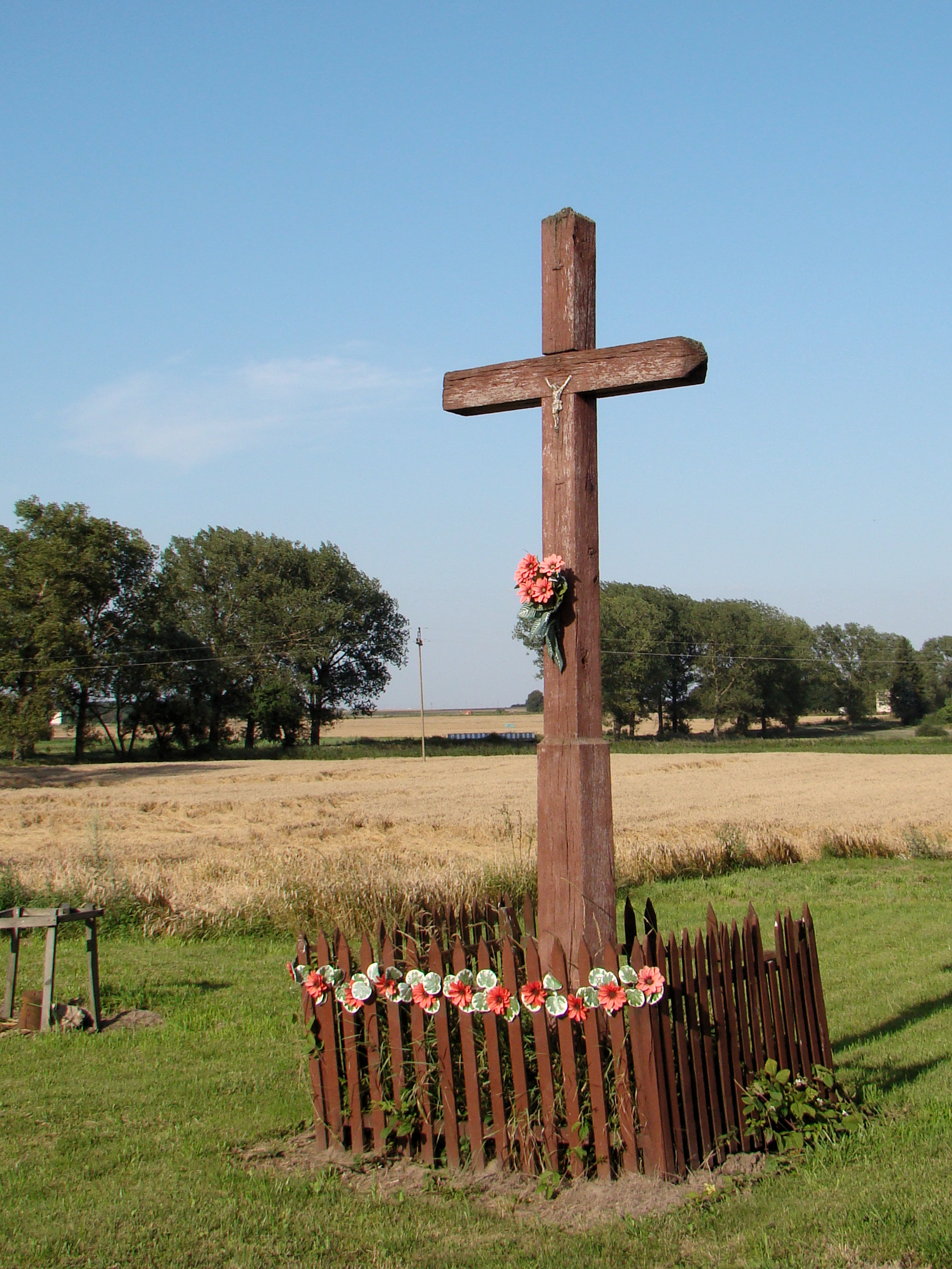
Krzyż przydrożny
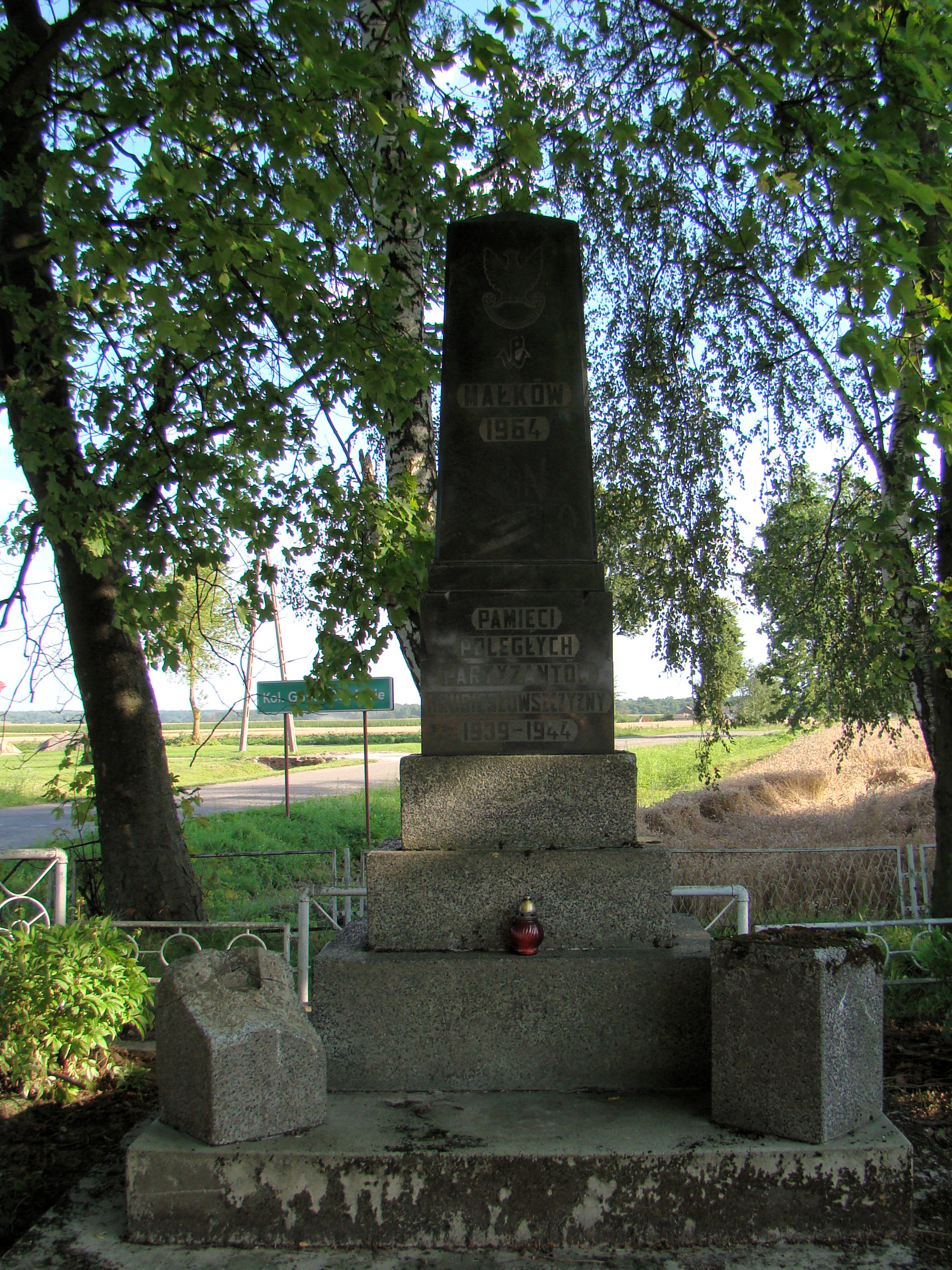
Pomnik pamięci poległych partyzantów Hrubieszowszczyzny